# Antoine Dupont
Antoine Dupont (Lannemezan, 15 november 1996) is een Frans rugbyspeler.

## Carrière
Na afloop van het Wereldkampioenschap rugby 2023, maakte Dupont de overstap naar Rugby sevens met het oog op de Olympische Zomerspelen 2024 in eigen land.
Tijdens deze spelen won hij de gouden medaille door samen met zijn ploeggenoten in de finale de tweevoudig regerend kampioen Fiji te verslaan.

## Erelijst

### Rugby Union
- Zeslandentoernooi  2021

### Rugby Seven
- Olympische Zomerspelen:  2024